# Lawrence Block
Lawrence Block, nascido em 24 de Junho de 1938, é um dos mais famosos escritores norte-americanos de mistérios. Seus livros mais famosos são de duas séries, ambas passadas na cidade de Nova Iorque e têm como personagens principais o detetive particular Matthew Scudder, que luta contra o alcoolismo e o ladrão boa-praça, bibliófilo e livreiro nas horas vagas, Bernard Rhodenbarr. Block recebeu o título de “Grande Mestre” pela Mystery Writers of America em 1993, o mais prestigioso prêmio da área.

## Biografia
Nascido na cidade de Búffalo, no estado de Nova Iorque, Lawrence Block cursou a Faculdade Antioch, mas abandonou o curso antes de sua graduação. Seus primeiros trabalhos, publicados sob um pseudônimo, na década de 1950, foram principalmente para a indústria pornográfica de baixa qualidade, um aprendizado dividido com seu colega, também autor de mistérios, Donald E. Westlake. O primeiro de seus trabalhos publicados em seu nome foi a história “You Can’t Loose”, de 1957. Desde então, publicou mais de 50 novelas e mais de 100 contos, além de séries de livros para escritores.
Block viveu na cidade de Nova Iorque por décadas e ambientou boa parte de seus textos nesta cidade e, por isso, é muito associado com o lugar. Ele é casado com Lynne Block e tem três filhas de um casamento anterior. Com Lynne, ele acabou por conhecer mais de 100 países, mas continua considerando Nova Iorque como sua cidade preferida.

## Matthew Scudder
A criação mais famosa de Block, Matthew Scudder, foi introduzido no livro “The Sins of the Fathers” (traduzido no Brasil como “Os pecados dos Pais”) como um ex-policial alcoólatra trabalhando como um detetive particular sem licença em Hell’s Kitchen. Originalmente publicados como brochuras, as primeiras novelas são intercambeáveis. As segunda e terceira publicações – “In the Midst of Death” (1976) e “Time to Murder and Create” – foram escritas na ordem oposta. O livro “Eight Million Ways to Die”, de 1982 (filmado em 1988 por Hal Ashby, sem muito sucesso nas bilheterias), quebra a tendência dos títulos anteriores, já que o livro acaba com Scudder se apresentando em uma reunião dos Alcoólicos Anônimos. Com a condição de ex-alcoólatra, presumia-se o fim da série, mas uma antiga promessa de Block a um editor amigo com um Scudder original, resultou em “By the Dawn’s Early Light”, uma história sobre os dias de bebedeira do personagem, mas narrado sobre a perspectiva de um alcoólatra recuperado. Block expandiu a série a partir disso com  “When the Sacred Ginmill Closes”, que se mostrou não apenas mais um de seus livros, mas um dos textos favoritos do autor e de seus fãs. A partir daí, as circunstâncias de Scudder jamais se mantém as mesmas; o livro “A Ticket for the Boneyard” (título traduzido no Brasil como “Um Bilhete para o Cemitério”), de 1990, por exemplo, reúne o personagem com Elaine Mardell, uma prostituta dos seus dias de policial, com quem ele se casa alguns livros a frente. Uma leitura horripilante e que ao mesmo tempo retém seus leitores é o livro “A Dance at the Slaughterhouse” (título traduzido no Brasil como "Um Baile no Matadouro"). Assim como o livro anterior, um dos pontos altos do autor é o “A Long Line of Dead Man” (no Brasil, “Uma Longa Fila de Homens Mortos”). Com um quebra-cabeças engenhoso, envolvendo uma decrescente fraternidade conhecida como o “Clube dos 31”. O 16º livro da série, “All the flowers Are Dying”, foi publicado nos EUA no começo de 2005.
Embora tem sido sugerido que a guerra de Scudder com o alcoolismo seja em parte autobiográfico, Block tem se negado, repetidamente, a discutir o assunto, alegando a própria preferência dos Alcoólicos Anônimos de se manter no anonimato.

## Bernie Rhodenbarr
A outra série de Block, com textos muito mais leves, relatam as aventuras do gentil ladrão Bernard Rhodenbarr. Diferente de Scudder, Rhodenbarr não têm uma idade aparente. O personagem é essencialmente o mesmo desde o primeiro livro “Burglars Can’t be Choosers”, de 1977, até o último, o “The Burglar on the Prowl”, de 2004. A única modificação importante na vida do personagem é no terceiro volume da série, “The Burglar Who Liked to Quote Kipling”, de 1979, que narra a compra de uma livraria com as economias conseguidas como produto dos roubos anteriores. Neste livro também é introduzida na série a sua “alma gêmea” e parceira de crimes de Bernie, Carolyn Kaiser. Os livros têm um padrão bastante claro: Bernie invade e rouba uma casa, normalmente no bairro de Upper West Side, em Manhattan e, após uma série de eventos poucos plausíveis, Bernie envolve-se em uma investigação de uma morte – geralmente como suspeito principal. O hiato que a obra passou entre 1983 (“The Burglar Who Painted Like Mondrian” – no Brasil traduzido como “O Ladrão que pintava como Mondrian”) e 1994, com o livro “The Burglar Who Traded Ted Willians” não fez com que a fórmula fosse modificada. Nos últimos livros, Bernie  teve uma mudança. O relutante detetive é, ele mesmo, um livreiro e fã do gênero policial, apto a fazer referências a Agatha Christie, E.W. Hornung (seu gato é chamado  "Raffles"), Dashiel Hammett, Raymond Chandler e Sue Grafton, entre outros. No livro The Burglar Who Thought He Was Bogart (1995, traduzido no Brasil como “O Ladrão que achava que era Bogart”), a história acontece durante um festival de filmes estrelados por Humpfrey Bogart. As situações dos filmes que o personagem assiste acabam por aparecer durante a história do livro. O livro The Burglar in the Library (1997), imagina um encontro entre Hammet e Chandler em um hotel na Nova Englaterra na década de 1940, mostrando um texto inspirado em um volume escrito por Hammet para Chandler como fosse seu próprio O Falcão Maltês.

## Outros Trabalhos
Além de Scudder e Rhodenbarr, Block escreveu oito novelas sobre Evan Tanner, um aventureiro e revolucionário acidental que, como resultado de um ferimento na Guerra da Coréia, não conseguia dormir. Todas as novelas, com exceção da última foram publicadas nas décadas de 1960 e 1970. O último livro publicado nos Estados Unidos em 1998, reviveu o personagem depois de um hiato de quase 30 anos.
Duas novelas episódicas (Hit Man e 'Hit List) retrabalha e combina uma série de histórias sobre Keller, um tristonho solitário que estreou como personagem quase regular na revista Playboy na década de 1990.
O ano de 2003 foi a estreia do primeiro livro de Block, em 15 anos, que não pertence a uma série, “Small Town”. Este livro detalha uma série de respostas de Nova-Iorquinos aos Ataques de 11 de Setembro de 2001. O livro “Enough Rope”, de 2002, contém 83 pequenas histórias.